# Azochis cubanalis
Azochis cubanalis là một loài bướm đêm trong họ Crambidae.